# Renault R.S.18
O Renault R.S.18 é o modelo de carro de corrida fabricado pela equipe Renault para a disputa da temporada de Fórmula 1 de 2018, pilotado por Nico Hülkenberg e Carlos Sainz Jr..
O lançamento do carro ocorreu em 20 de fevereiro.

## Pré-temporada
Na temporada anterior, a meta da Renault era terminar o campeonato de construtores em sexto. Conseguiu. Para 2018, a equipe traçou como meta o quarto lugar. Os testes de Barcelona mostrou ser bem possível. Nico Hülkenberg e Carlos Sainz Jr. tiveram um bom desempenho, atestando a evolução do time da montadora francesa, bem como da sua unidade motriz. Bob Bell, diretor técnico, disse que o seu grupo dedicou especial atenção à confiabilidade da unidade motriz.
A Renault pôde ocupar o papel que foi da Force India nos dois últimos anos, a melhor depois das três primeiras colocadas, Mercedes, Ferrari e Red Bull.

## Raio X
Desde que voltou como equipe própria, a Renault já vinha evoluindo constantemente. O carro de 2018 trazia soluções aerodinâmicas, como o sistema de escape que direciona o ar para a asa traseira, que por muito pouco não quebram as regras.